# Shirley Jones
Shirley Jones   (Charleroi, 31 de març de 1934) és una actriu estatunidenca.

## Biografia
Els seus pares li van posar el nom Shirley per la famosa actriu i cantant infantil Shirley Temple. Als sis anys va començar a cantar i als dotze va prendre classes de cant. La seva il·lusió en aquell temps era convertir-se en una gran cantant. Quan va acabar l'escola, Jones va anar a Nova York per sotmetre's a una prova davant el director de càsting d'una important companyia de musicals. Va causar una bona impressió i va ser contractada per a l'obra South Pacific que es va representar a Broadway.
Un any més tard, en 1955, Jones va rebre una oferta per participar en la pel·lícula musical Oklahoma. El rodatge va durar un any sencer i una vegada acabat va tornar a Broadway, on va actuar en la versió teatral d'Oklahoma. Després va aparèixer en la seva segona pel·lícula, Carousel, i ja es va orientar definitivament cap al cinema. No obstant això, els musicals es trobaven en ràpida reculada, de manera que Jones es va veure davant la necessitat de ser una actriu, sense poder utilitzar l'atractiu del cant. Els primers papers que va interpretar no els va considerar molt satisfactoris, ja que els seus personatges eren dolços i encaramel·lats. A l'espera de rebre ofertes més interessants va treballar en algunes pel·lícules i mini-sèries de televisió.
Finalment, el 1960, Jones va tenir la seva oportunitat amb la pel·lícula Elmer Gantry, de Richard Brooks, en la qual va fer una brillant actuació interpretant a una prostituta venjativa, al costat d'un igualment brillant Burt Lancaster. Pel seu paper va rebre un Oscar a la millor actriu secundària. No obstant això, el públic volia veure en les pel·lícules a una Shirley Jones agradable i simpàtica, de forma que el seu següent film va ser The Music Man, amb Robert Preston, que va tenir un gran èxit igual que The Courtship of Eddie's Father, amb Glenn Ford.
A partir dels anys 60 les pel·lícules van començar a ser diferents, i Jones no era l'actriu adequada pels nous tipus de pel·lícules. Així que es va dedicar durant llargs anys de forma pràcticament exclusiva a la televisió, on va fer pel·lícules i mini-sèries, així com alguna sèrie. La popularitat que havia aconseguit al cinema la va mantenir en televisió, mitjà en el qual va ser una actriu apreciada durant tot el temps en el qual va aparèixer.
Amb el canvi de segle, ja gran, Jones ha tornat al cinema i ha rodat diverses pel·lícules, reprenent la seva carrera cinematogràfica com si no l'hagués abandonat en gairebé 20 anys.

## Filmografia
- Oklahoma! (1955)
- Carousel (1956)
- April Love (1957)
- Never Steal Anything Small (1959)
- Bobbikins (1959)
- Elmer Gantry (1960)
- Pepe (1960)

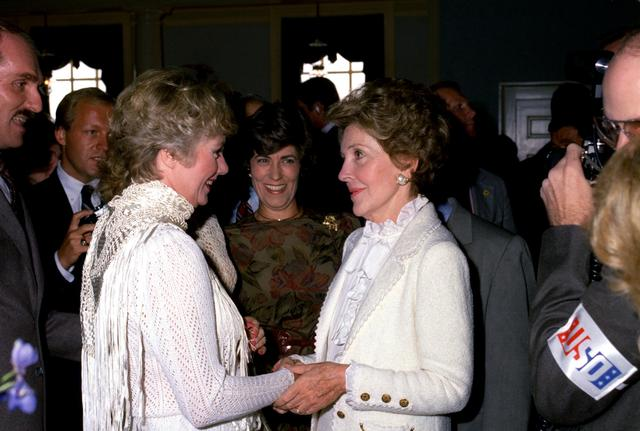
Shirley Jones i Nancy Reagan (1982).

- Dos cavalquen junts (Two Rode Together) (1961)
- The Music Man (1962)
- The Courtship of Eddie's Father (1963)
- A Ticklish Affair (1963)
- Dark Purpose (1964)
- Bedtime Story (1964)
- Fluffy (1965)
- The Secret of My Success (1965)
- El Golfo (1969)
- The Happy Ending (1969)
- Oddly Coupled (1970)
- El club social de Cheyenne (The Cheyenne Social Club) (1970)
- Més enllà de l'aventura del Posidó (Beyond the Poseidon Adventure) (1979)
- Black Devil Doll From Hell (1984)
- Tank (1984)
- Jack L. Warner: The Last Mogul (1993) (documental)
- Cops n Roberts (1995)
- This Is My Father (1998) (documental)
- Gideon (1999)
- The Adventures of Cinderella's Daughter (2000)
- Ping! (2000)
- Shriek If You Know What I Did Last Friday the Thirteenth (2000)
- Manna from Heaven (2002)
- The Creature of the Sunny Side Up Trailer Park (2004)
- Raising Genius (2004)
- Grandma's Boy (2006)
- Ja torna a ser Nadal (Christmas Is Here Again) (2007) (veu)

## Televisió
- Out of the Blue (1968) (pilot)
- Silent Night, Lonely Night (1969)
- The Partridge Family (1970–1974)
- The Girls of Huntington House (1973)
- The Family Nobody Wanted (1975)
- Winner Take All (1975)
- The Lives of Jenny Dolan (1975)
- Yesterday's Child (1977)
- Evening in Byzantium (1978)
- Who'll Save Our Children? (1978)
- A Last Cry for Help (1979)
- Shirley (1979–1980)
- The Children of An Lac (1980)
- Inmates: A Love Story (1981)
- The Love Boat
- The Adventures of Pollyanna (1982)
- Hotel (1983) (pilot)
- Charlie (1989) (pilot)
- Dog's Best Friend (1997)
- That '70s Show (2000) (cameo)
- Hidden Places (2006)
- Monarch Cove (2006)
- Days of our Lives (2008)
- Ruby & The Rockits (2009)

## Teatre
- South Pacific (1953) (Broadway)
- Me and Juliet (1954) (Chicago)
- Oklahoma! (1956) (Gira europea amb Jack Cassidy)
- The Beggar's Opera (1957) (amb Jack Cassidy)
- Wish You Were Here! (1959)
- The Sound of Music (1966)
- Maggie Flynn (1967) (Broadway amb Jack Cassidy)
- Wait Until Dark (1967) (amb Jack Cassidy)
- The Marriage Band (1972) (amb Jack Cassidy)
- On a Clear Day You Can See Forever (1974)
- Show Boat (1976)
- The Sound of Music (1977)
- Bitter Sweet (1982)
- Love Letters (1994) (amb Marty Ingels)
- The King and I (1994)
- Love Letters (1995) (amb Marty Ingels)
- 42nd Street (2004) (Broadway amb Patrick Cassidy)
- Carousel (2005)

## Premis i nominacions

### Premis
- 1961: Oscar a la millor actriu secundària per Elmer Gantry.

### Nominacions
- 1961: Globus d'Or a la millor actriu secundària per Elmer Gantry.
- 1963: Globus d'Or a la millor actriu musical o còmica per The Music Man.
- 1970: Emmy per la millor actuació com a actriu principal per Silent Night, Lonely Night.
- 1971, 1972: Globus d'Or a la millor actriu musical o còmica de televisió The Partridge Family.
- 2006: Emmy per la millor actriu secundària en minisèrie o telefilm per Hidden Places.